# Химна Авганистана
Државна химна Авганистана носи назив Milli Surūd (паштунски: ملی سرود) и усвојио ју је „Лоја Ђирга” (Врховни Сабор) у мају 2006. године. Према Члану 20 Устава Авганистана, државна химна се изводи на паштунском језику уз помињање Текбира и имена разних авганистанских етничких група. Текст је написао Абдул Бари Џахани, док је музику компоновао немачко-авганистански музичар Бабрак Васа.

## Химне кроз историју
Авганистан је добио химну 1973. године након свргавања монархије, када је председник Мухамед Давуд Хан основао Републику Авганистан. Текст је написао Абдул Рауф Бенава, а музику је компоновао Абдул Гафур Брешна. Следећа химна је усвојена након проглашења Демократске Републике Авганистана 1978. године. Текст је саставио Сулејман Лајек.
Током периода исламског емирата у Авганистану, држава је била у специфичном стању, без званичне химне, јер су Талибани на власти забранили извођење музике широм Авганистана.